# جب ماضي
جب ماضي قرية سوريّة تتبع إداريّاً لمحافظة حلب منطقة منبج ناحية خفسة، بلغ تعداد سكانها (551) نسمة حسب التعداد السكاني لعام 2004.